# Campionato europeo juniores di scacchi
Il Campionato europeo juniores di scacchi è stato un torneo riservato ai giocatori di età inferiore ai 20 anni  , organizzato dalla FIDE dal 1971-72 al 2002. In precedenza il torneo Niemeyer, che si svolse a Groninga dal 1962-63 al 1970/71, era considerato, sia pure non ufficialmente, un campionato europeo under-20.
Il torneo femminile si è svolto a partire dal 1977-78.

## Albo d'oro

### Torneo maschile
| Anno    | Località     | Vincitore                   |
| ------- | ------------ | --------------------------- |
| 1971/72 | Groninga     | Gyula Sax                   |
| 1972/73 | Groninga     | Oleh Romanyšyn              |
| 1973/74 | Groninga     | Sergej Makaryčev            |
| 1974/75 | Groninga     | John Nunn                   |
| 1975/76 | Groninga     | Aleksandr Kočiev            |
| 1976/77 | Groninga     | Ľubomír Ftáčnik             |
| 1977/78 | Groninga     | Shaun Taulbut               |
| 1978/79 | Groninga     | John van der Wiel           |
| 1979/80 | Groninga     | Oleksandr Černin            |
| 1980/81 | Groninga     | Ralf Åkesson                |
| 1981/82 | Groninga     | Curt Hansen                 |
| 1982/83 | Groninga     | Jaan Ehlvest                |
| 1983/84 | Groninga     | Valerij Salov               |
| 1984/85 | Groninga     | Ferdinand Hellers           |
| 1985/86 | Groninga     | Aleksandr Chalifman         |
| 1986/87 | Groninga     | Vasyl' Ivančuk              |
| 1987/88 | Arnhem       | Boris Gelfand               |
| 1988/89 | Arnhem       | Aleksej Dreev Boris Gelfand |
| 1989/90 | Arnhem       | Grigory Serper              |
| 1990/91 | Arnhem       | Rune Djurhuus               |
| 1991/92 | Aalborg      | Aleksandǎr Delčev           |
| 1992    | Sas van Gent | Aleksej Aleksandrov         |
| 1993    | Vejen        | Vladislav Borovikov         |
| 1994    | –            | non giocato                 |
| 1995    | Holon        | Jurij Šul'man               |
| 1996    | Siófok       | Andrej Šarijazdanov         |
| 1997    | Tallinn      | Dimitri Tyomkin             |
| 1998    | Erevan       | Lewon Aronyan               |
| 1999    | Niforeika    | Dennis de Vreught           |
| 2000    | Asturia      | Ádám Horváth                |
| 2001    | Rion         | Zviad Izoria                |
| 2002    | Baku         | Zviad Izoria                |
| 2021    | Online       | Volodar Murzin              |

### Torneo femminile
| Anno    | Località        | Vincitrice             |
| ------- | --------------- | ---------------------- |
| 1977/78 | Novi Sad        | Bożena Sikora Rita Kas |
| 1978/79 | Kikinda         | Nana Ioseliani         |
| 1979/80 | Kula            | Nana Ioseliani         |
| 1980/81 | Senta           | Agnieszka Brustman     |
| 1981/82 | Panonia         | Elena Stupina          |
| 1982/83 | –               | non giocato            |
| 1983/84 | –               | non giocato            |
| 1984/85 | Katowice        | Ildikó Mádl            |
| 1985/86 | –               | non giocato            |
| 1986/87 | Băile Herculane | Ildikó Mádl            |
| 1987/88 | –               | non giocato            |
| 1988/89 | –               | non giocato            |
| 1989/90 | Dębica          | Svetlana Matveeva      |
| 1990/91 | –               | non giocato            |
| 1991/92 | –               | non giocato            |
| 1992    | Hradec Králové  | Nino Khurtsidze        |
| 1993    | Svitavy         | Ilaha Kadimova         |
| 1994    | Svitavy         | Silvia Aleksieva       |
| 1995    | Zánka           | Marija Velcheva        |
| 1996    | Tapolca         | Maia Lomineishvili     |
| 1997    | Tallinn         | Sofiko Tkeshelashvili  |
| 1998    | Erevan          | Sofiko Tkeshelashvili  |
| 1999    | Niforeika       | Regina Pokorná         |
| 2000    | Aviles          | Jovanka Houska         |
| 2001    | Rion            | Iweta Radziewicz       |
| 2002    | Baku            | Zeynəb Məmmədyarova    |
| 2021    | Online          | Lara Schulze           |